# Conus sutanorcum
Espèce
Statut de conservation UICN

 LC  : Préoccupation mineure
Conus sutanorcum est une espèce de mollusques gastéropodes marins de la famille des Conidae.
Comme toutes les espèces du genre Conus, ces escargots sont prédateurs et venimeux. Ils sont capables de « piquer » les humains et doivent donc être manipulés avec précaution, voire pas du tout.

## Description
La taille de la coquille varie entre 18 mm et 40 mm.

## Distribution
Cette espèce est présente dans l'océan Pacifique au large de Fidji et Vanuatu.

### Niveau de risque d’extinction de l’espèce
Selon l'analyse de l'UICN réalisée en 2011 pour la définition du niveau de risque d'extinction, cette espèce est présente au large des côtes de l'île de Fidji, principalement autour de Viti Levu. Il n'y a pas d'enregistrement des niveaux de population pour cette espèce dans la littérature. Cette espèce est présente sporadiquement mais est localement commune. Bien que cette espèce vive à des profondeurs qui la rendent accessible à la collecte, elle n'est pas actuellement disponible dans le commerce des spécimens de coquilles. Il n'y a pas de menaces majeures connues pour affecter cette espèce et sa distribution chevauche les zones marines protégées dans l'archipel de Fidji.

## Taxonomie

### Publication originale
L'espèce Conus sutanorcum a été décrite pour la première fois en 2008 par les malacologistes Robert G. Moolenbeek (d), Dieter Röckel (d) et Philippe Bouchet dans « Vita Malacologica »,.

### Synonymes
- Conus (Phasmoconus) sutanorcum Moolenbeek, Röckel & Bouchet, 2008 · appellation alternative
- Phasmoconus sutanorcum (Moolenbeek, Röckel & Bouchet, 2008) · non accepté